# 大久寺 (小田原市)

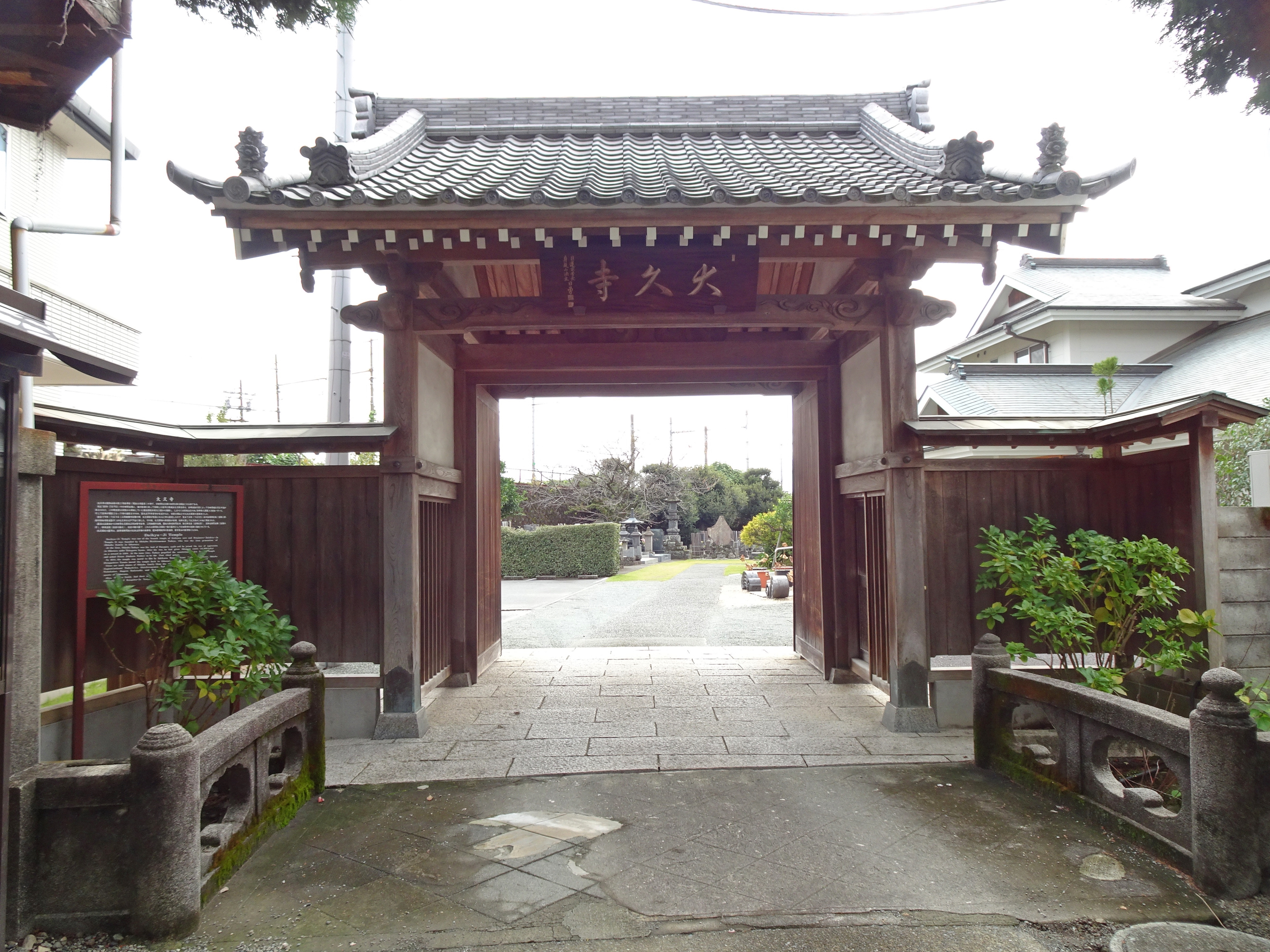
大久寺山門

大久寺（だいきゅうじ）は、神奈川県小田原市にある日蓮宗の寺院。旧本山は三条本成寺。

## 歴史
1591年（天正19年）、小田原城の城主大久保忠世の開基である。忠世は前年まで二俣城の城主であり、二俣から自得院日英を開山として招いて寺を創建した。
ところが忠世の子の忠隣の代になり、幕府内の権力闘争に敗れ改易となった。石川忠総（忠世の次男）は、当寺を江戸下谷に移転した。この下谷大久寺は、後に現在の東京都北区田端に移転している。
一方、小田原の旧寺院跡地は、忠世を始めとする初期大久保家の墓を残して荒れ果てていた。大久保一族の大久保康任は、このありさまを見かねて、新たに「大久寺」を再興することになった。結果として「大久寺」を称する寺が東京と小田原に二つ存在することになった。また忠世系大久保氏は後に小田原藩の藩主に返り咲いている。
1957年(昭和32年)、法華宗陣門流から日蓮宗に転宗。

## 文化財
- 大久保一族の墓所（小田原市指定史跡 昭和39年5月27日指定）[4]

## 交通アクセス
- 箱根板橋駅より徒歩5分。